# Dominique Jamet
Pour les articles homonymes, voir Jamet.
Benjamin Jamet, dit Dominique Jamet, né le 16 février 1936 à Poitiers, est un journaliste, écrivain et homme politique français.

## Biographie

### Origines et formation
Fils de l'écrivain Claude Jamet, sa mère, Marguerite, meurt d'un cancer en septembre 1941, alors qu'il n'a que cinq ans et que sa famille a quitté le Poitou pour Paris.
Élève des lycées Montaigne, Marcellin-Berthelot et Louis-le-Grand (en khâgne), il obtient ensuite une licence ès lettres classiques à la Sorbonne, il intègre l'Institut d'études politiques de Paris,,,,.

### Carrière de journaliste

#### Années 1950 et 1960
Il la débute en qualité de rédacteur à Combat (1958-1959), en étant proche du député UNR de la Seine, André Fanton, et la poursuit au journal Arts. À son retour de l'armée, il devient secrétaire de rédaction à France-Soir (1961), puis chroniqueur et éditorialiste au Figaro littéraire (1962-1973).

#### Années 1970
En 1973, il est grand reporter à L'Aurore, avant de suivre Philippe Tesson comme rédacteur en chef au Quotidien de Paris de 1979 à 1987,,.

#### Années 1980
De septembre 1981 à juillet 1982, à la demande de Michèle Cotta, il tient une chronique politique quotidienne sur France Inter, diffusée à 7h10. L'ensemble de celles-ci sont réunies dans un livre publié en 1983, intitulé: Une parole étouffée. Une saison sur France-Inter. Ses interventions régulières, dans l'émission Droit de réponse de Michel Polac diffusée le samedi sur TF1 (1981-1987), lui assure un début de notoriété. De mars à juin 1988, il fait partie, dans le rôle de l'archange, de l'équipe d'animateurs de Bienvenue au Paradis, une émission de Claude Villers ,.

#### Années 1990
Après la fin de son mandat de président de la Bibliothèque Nationale de France, il devient collaborateur à la revue L'Esprit libre (1994) et directeur du Journal des présidentielles (1995). Il est aussi animateur sur RMC, chroniqueur sur Paris Première, à L'Événement du jeudi (1997) et rédacteur au service culture de l'hebdomadaire Marianne de 1997 à 2010.

#### Depuis 2007
Il fut également éditorialiste au quotidien France-Soir puis son directeur de la rédaction de février à avril 2007.
De 2006 à 2017, il exerce comme chroniqueur à Bakchich, au quotidien Le Bien public, débatteur pour l'émission Ce soir (ou jamais !) de Frédéric Taddeï ainsi que sur la chaîne Histoire.
De 2017 à 2024, il sera chroniqueur sur la chaine LCI et l'hebdomadaire Valeurs actuelles tout en intervenant régulièrement sur Europe 1 et  CNews,,.

#### Boulevard Voltaire
Le 1er octobre 2012, il cofonde avec le journaliste Robert Ménard et son épouse Emmanuelle Ménard le site d'information Boulevard Voltaire, dont il est en 2013, directeur de la publication. Une fonction qui lui vaudra, en 2014, une condamnation pour « incitation à la haine raciale » suite à la publication d'un article signé d'une militante et contributrice, Christine Tasin. Il démissionne de celle-ci, début avril 2016, se disant en désaccord avec l’évolution de sa ligne éditoriale. Il en redevient chroniqueur à partir de 2024,,,.

### Bibliothèque nationale de France
Chargé par François Mitterrand de coordonner le projet de la Bibliothèque nationale de France il a ainsi été président, à partir de 1988, de « l'Association pour la Bibliothèque de France » puis, de 1989 à 1994, de « l’établissement public de la Bibliothèque de France ». En parallèle, pendant la même période, il siège en qualité de membre du Conseil supérieur de la langue française. En mars 2025, il revient sur sa présidence et la mise en œuvre du projet lors d'un colloque organisé par la « BNF », célébrant les 30 ans de son ouverture,,,,,.

### Engagements politiques
En octobre 1971, il accorde son soutien au comité « Sauvez Rolf Steiner » créé par des solidaristes. Jean-Yves Camus et René Monzat relèvent qu'il a été un compagnon de route, et qu'il a écrit dans Impact, la revue du Groupe action jeunesse,.
En 1981,en opposition à la réélection de Valery Giscard d'Estaing, il appelle publiquement à voter pour François Mitterrand au second tour de l'élection présidentielle.
Dans les années 1980, il est membre des Comités d'action républicaine de Bruno Mégret qu'il quitte le 23 novembre 1985 lors de son rapprochement avec le Front national ,.
En 1983, la liste apolitique qu'il conduit aux élections municipales de Châtellerault, dans la Vienne, est battue au second tour par Édith Cresson, malgré sa fusion avec celle du centriste Jean-Pierre Abelin. Il devient conseiller municipal d'opposition jusqu'en 1989, tout en se présentant, sans succès, aux élections cantonales de 1985 sur le canton de Châtellerault Nord, investit par le RPR,,.
En décembre 1987, il fait partie des personnalités qui, dans Globe, invitent François Mitterrand à se représenter lors de l'élection présidentielle de l'année suivante, ce qui lui vaut d'être évincé du Quotidien de Paris, cet engagement étant jugé « contradictoire avec celui du journal ». Proche du Mouvement des réformateurs voulu par Michel Rocard alors premier ministre, Il fonde et préside en 1989, l'éphémère « Club 92 », qui défend le droit de vote des européens aux élections françaises. La même année, il fait partie du comité de soutien de Laurent Fabius, tête de la liste du Parti socialiste aux élections européennes,,,.
En janvier 1991, il est à l'initiative de « l'appel des Trente » contre la guerre du Golfe. À l'occasion du référendum sur le traité de Maastricht, en 1992, il participe au « Comité civil pour le oui à l'Europe »,.
En 1994, il fonde le « Club Camille Desmoulins ». Pierre-André Taguieff y voit « un des signes que l'esprit de tolérance méprise les campagnes d'intimidation ». Il signe en 1999 le manifeste « Non à la guerre » lancé par la Nouvelle droite, opposé aux frappes de l'Organisation du traité de l'Atlantique nord en Yougoslavie,,,,.
Lors de l'élection présidentielle de 2002, il soutient au premier tour la candidature de Jean-Pierre Chevènement.
En novembre 2010, il signe la pétition de Paul-Éric Blanrue en faveur de l'abrogation de la loi Gayssot.

#### Debout la France
En juillet 2012, il rejoint le parti politique Debout la République (qui deviendra Debout la France deux ans plus tard) et en est élu vice-président le 16 novembre 2013. Il est à la tête de la liste présentée par ce parti aux élections européennes en Île-de-France en 2014 ; cette liste obtient 3,82 % des voix,.
Comme Éric Anceau et François Morvan, il quitte Debout la France le 28 avril 2017 pour contester la décision de Nicolas Dupont-Aignan de s'allier à Marine Le Pen lors du second tour de l'élection présidentielle de 2017. En juin, il cofonde avec eux « l'Unité nationale citoyenne »,,.

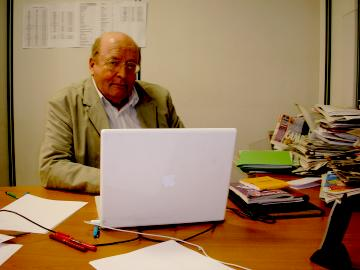
Dominique Jamet dans son bureau de France-Soir à Paris en 2007.
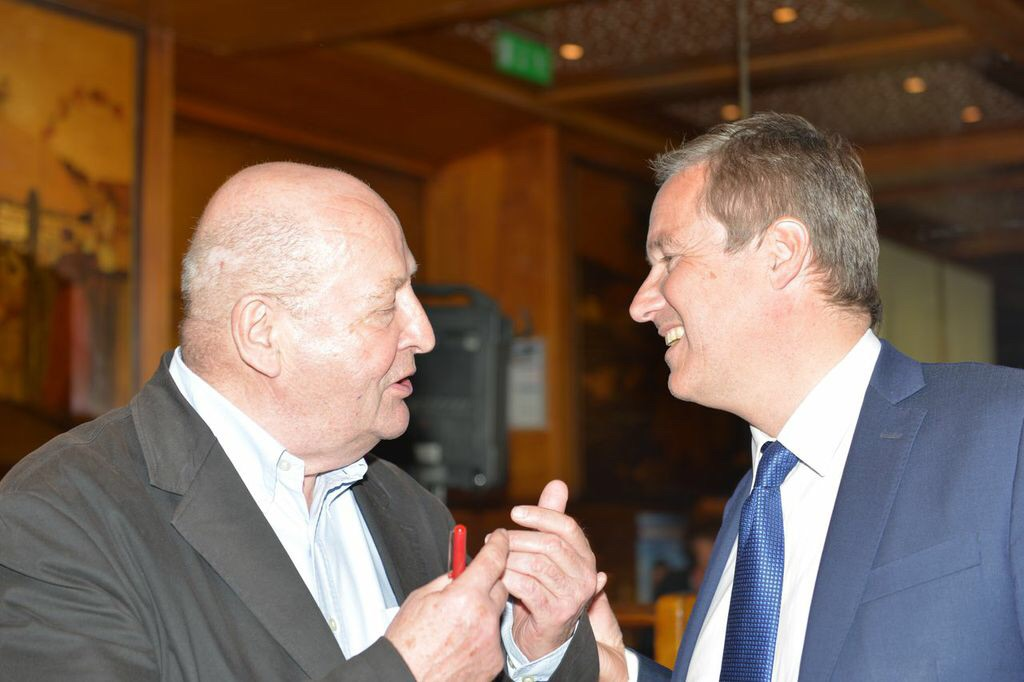
Dominique Jamet et Nicolas Dupont-Aignan en 2014.
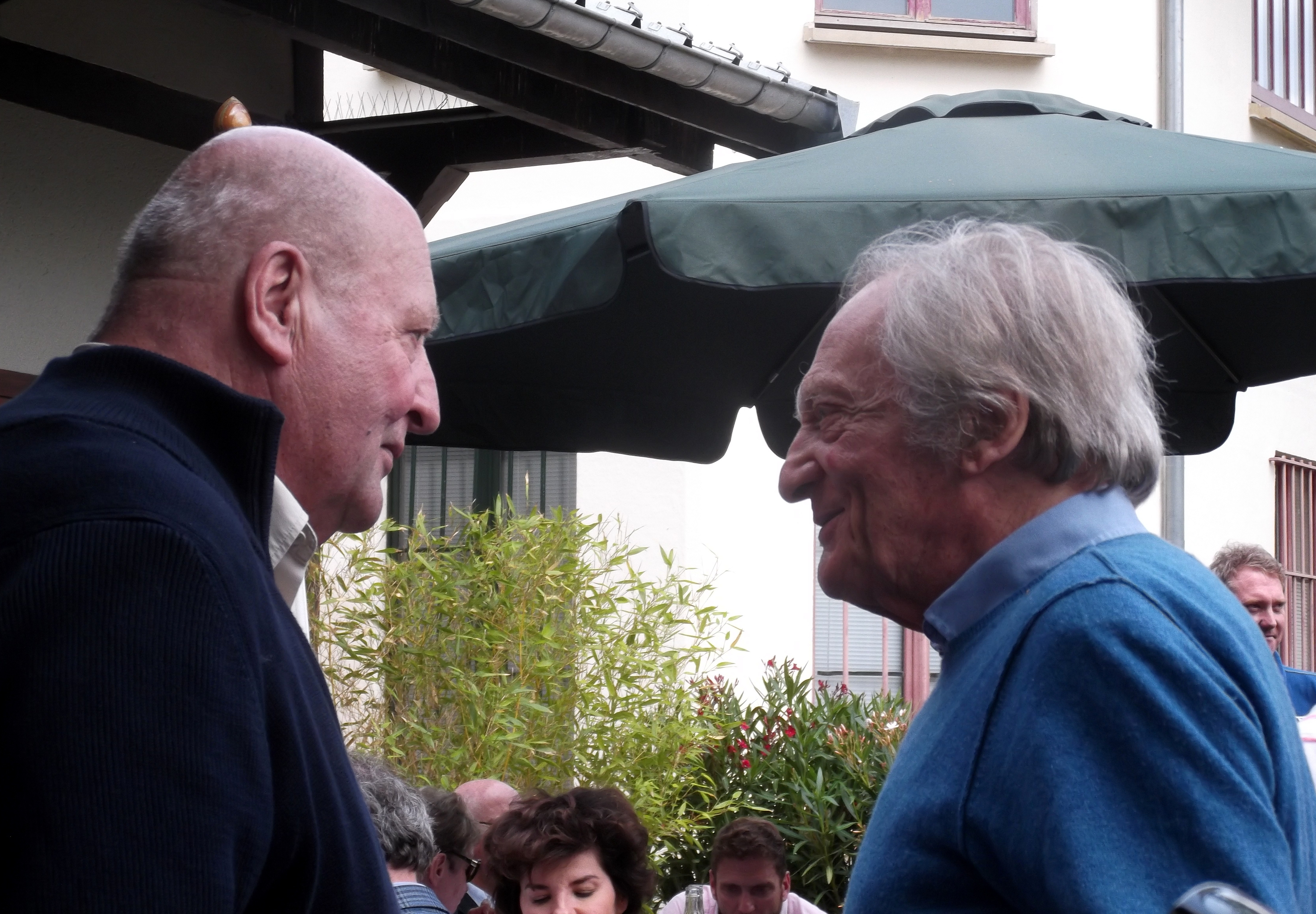
Les journalistes Dominique Jamet et Philippe Tesson à Paris en 2016.

## Œuvre

### Essais
- Chaque jour est un jour J, 1967, Albin Michel
- Lettre ouverte à la droite la plus mal à droite du monde, 1983  Albin Michel,  (ISBN 2-226-01690-2)
- Une parole étouffée, 1983 Ramsay (ISBN 2-85956-321-0)
- À chacun son coup d'État, 1984, Éditions du Quotidien  (ISBN 2-7356-0001-7)
- Pour moi c'est lui, 1988, Michel Lafon (ISBN 2-86804-491-3)
- La Partie de golf, 1991, Éditions Régine Deforges (ISBN 2-905538-78-3)
- Demain le Front ?, 1995, Bartillat (ISBN 284100-065-6)
- Clovis ou le baptême de l'ère, 1996 Ramsay (ISBN 2-84114-199-3)
- Carte de presse, 1997, Balland (ISBN 2-7158-1093-8)
- La France tranquille de François Mitterrand, 1998, Balland
- Mémoires pour servir à l'histoire de ma vie, 1997, Bartillat (ISBN 2-84-100088-5)
- Monsieur le président... je vous fais une lettre, 1999 Ramsay (ISBN 2-84114-449-6)
- Un petit Parisien, 1941-1945, Flammarion, 2000  (ISBN 2-08-067949-X)[53],[54], J'ai lu no 5950 (adapté pour la télévision sous le même titre par Sébastien Grall, 2002)[55]
- Si j'avais défendu... Napoléon, 2003 Plon (ISBN 2-259-19397-8)
- Notre après-guerre : Comment notre père nous a tués, 1945-1954, Flammarion 2003[56] (ISBN 2-08-068056-0), J'ai lu no 7664.
- I have a dream, ces discours qui ont changé le monde, Paris, Éditions de l'Archipel, 2008, 309 p. (ISBN 978-2-8098-0026-5)
- Le Roi est mort, vive la République, 2009 Balland (ISBN 978-2-353-15049-6)
- Jean Jaurès, le rêve et l'action, 2009 Bayard (ISBN 978-2227478992)
- La France va très bien, 2012 Éditions de l'Archipel (ISBN 978-2-84187-607-5)
- La chute du président Caillaux, 2013 Pygmalion (ISBN 978-2-7564-0847-7)
- Le mal du pays, 2013, Éditions de la Différence (ISBN 978-2-7291-2015-3)
- Allez-vous-en, François Hollande !, 2013, Éditions Mordicus  (ISBN 978-2-918414-71-1)
- Apprentis en politique. De François Ier à Robespierre, 2021, Éditions de Borée (ISBN 978-2-812-92517-7)[57]

### Romans
- Antoine et Maximilien 1986, Denoël (ISBN 2-207-23208-5)
- À l'Amour comme à la Guerre 1991, Flammarion (ISBN 2-08-066541-3)
- Passage du témoin 1993, Flammarion (ISBN 9782080666826)
- Le nouveau Candide 1994, Flammarion (ISBN 2-08-067037-9)
- Un château sur le sable, 1998, Stock (ISBN 2-234-04781-1)
- Un traître, 2008, Flammarion[58] (ISBN 978-20806-8705-0), J'ai Lu no 9450  — à propos de Jacques Vasseur.

### Album
- Le Théâtre des Variétés 2008, L'Avant-scène Théâtre  (ISBN 978-2-7498-1082-9)

### Scénario
- Années de plumes, années de plomb 1991[59] (Film T.V réalisé pour Antenne 2 par Nicolas Ribowski)

### Télévision
Dominique Jamet a interprété le rôle d'un juge pour enfants dans l'épisode « Hallali » (1990) réalisé par Patrick Bureau pour la série Les Cinq Dernières Minutes.

## Distinctions

### Prix
- 1986. Prix Sévigné et prix littéraire de l’Académie française pour Antoine et Maximilien;
- 2000. Prix France Télévisions pour Un petit Parisien, 1941-1945.

### Décorations
- Chevalier de la Légion d'honneur (1995)[61]
- Commandeur de l'ordre des Arts et des Lettres (2008)[62]
- Chevalier de l'ordre des Palmes académiques (2009)